# Stephanorrhina bella
Stephanorrhina bella är en skalbaggsart som beskrevs av Waterhouse 1879. Stephanorrhina bella ingår i släktet Stephanorrhina och familjen Cetoniidae.

## Underarter
Arten delas in i följande underarter:
- S. b. insulanus
- S. b. hecqi